# Eagles HC
Eagles Hockey Club is een hockeyclub uit Gibraltar.
Eagles HC is een van de weinige hockeyclubs die het kleine Britse overzeese gebied rijk is. De club is meervoudig kampioen van Gibraltar en nam in 1990 deel aan de allereerst gehouden Europacup II.
In 2000 trad de club aan in de Europacup I in Cannock.